# Welferding
Welferding (prononcé [vɛlfəʁdɛ̃] ou [vɛlfɛʁdɛ̃]) est un quartier de la commune française de Sarreguemines. C'était une commune à part entière jusqu’en 1963.

## Toponymie
- De Waldfrid + ing / ingen (ajouté tardivement)[1].
- eccl. de Sanctus Walfrido (1361)[1], Sanctus Walfridus (1544), Walferding (1544), Sant Welferdt (1590), Welfertingen (1623), Verfelden (1759), Welfferding (1782)[2], Wielferding (1801)[3], Wölferdingen (1871-1918).
- En Francique lorrain: Welferdinge[4].
- Sobriquet des habitants : Welferdinger Gelleriewe (les mangeurs de carottes de Welferding)[5].

## Histoire
- Welferding apparaît pour la première fois dans l'histoire en 1221 comme une possession de l’abbaye de Tholey (Grund et Bannherr) et fit partie jusqu'en 1781 du Saint-Empire romain germanique.
- Au XIIIe siècle les Brucken sont seigneurs haut-justiciers de Welferding qu’ils tiennent en fief de l’abbaye de Tholey et de l’archevêque de Trèves. En 1263 les frères Walter IV, Jean III de Brucken et leur beau-frère Jean de Varsberg signent avec l’abbé de Tholey un contrat relatif à leurs biens à Welferding[6].
- La Guerre de Trente Ans qui dévasta toute la Lorraine n’épargna pas le village de Welferding qui fut déclaré ruiné en 1663.
- En 1781, à la suite d’un échange territorial entre le roi de France et Philipp von der Leyen comte de Blieskastel, Welferding, village d'Empire, est cédée au royaume de France. En novembre 1782, un décret de Louis XVI crée la baronnie de Welferding au profit de Charles Gravier de Vergennes (1717-1787), son secrétaire d'État aux Affaires étrangères.
- La commune est réunie le premier janvier 1964, avec Neunkirch-lès-Sarreguemines à celle de Sarreguemines[7].

## Démographie
| 1793 | 1800 | 1806 | 1821 | 1836  | 1841  | 1861  | 1866  | 1872  |
| ---- | ---- | ---- | ---- | ----- | ----- | ----- | ----- | ----- |
| 450  | 656  | 762  | 968  | 1 250 | 1 278 | 1 417 | 1 551 | 1 338 |

| 1876  | 1881  | 1886  | 1891  | 1896  | 1901  | 1906  | 1911  | 1921  |
| ----- | ----- | ----- | ----- | ----- | ----- | ----- | ----- | ----- |
| 1 357 | 1 416 | 1 441 | 1 505 | 1 708 | 1 700 | 1 685 | 1 722 | 1 462 |

| 1926  | 1931  | 1936  | 1946  | 1954  | 1962  | - | - | - |
| ----- | ----- | ----- | ----- | ----- | ----- | - | - | - |
| 1 441 | 1 388 | 1 421 | 1 421 | 1 445 | 1 512 | - | - | - |

## Héraldique
| Blason de Welferding | Blason  | D'argent au pal d'azur, accosté de deux corneilles de sable. |
| Blason de Welferding | Détails | Armes des comtes de La Leyen, anciens seigneurs (aux couleurs inversées par souci d'hesthétique) avec les corneilles de l'abbaye de Tholey, qui posséda la localité. Le statut officiel du blason reste à déterminer. |

## Lieux et monuments
- Église Saint-Walfried du XVIIIe siècle.
- Carrières souterraines